# 2956 Yeomans
2956 Yeomans (1982 HN1) là một tiểu hành tinh vành đai chính được Edward L. G. Bowell phát hiện vào ngày 28 tháng 4, năm 1982 ở trạm Anderson Mesa thuộc Đài thiên văn Lowell. Tiểu hành tinh này được đặt theo tên của nhà thiên văn học người Mỹ tên là Donald Keith Yeomans.